# Operazione Chariot
L'operazione Chariot, avvenuta il 28 marzo 1942, durante la seconda guerra mondiale fu l'attacco condotto dal cacciatorpediniere inglese HMS Campbeltown, appoggiato da reparti di commando a bordo di 26 motolance, allo scopo di rendere inutilizzabile il bacino di carenaggio del porto francese di Saint-Nazaire, l'unico sulla costa atlantica in mano ai tedeschi che avrebbe potuto ospitare una grande unità da battaglia (in particolare la corazzata Tirpitz).

## La missione

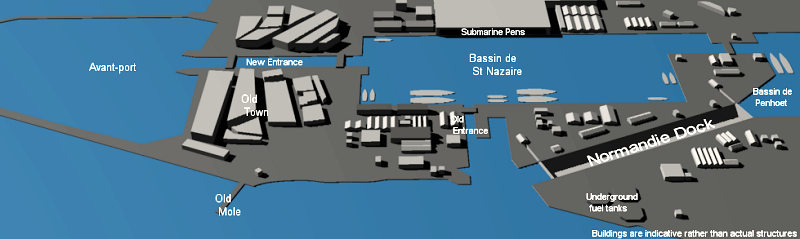
Immagine del porto di Saint-Nazaire con, sulla destra, il bacino di carenaggio Normandie Dock

Durante la seconda guerra mondiale, lungo la costa francese, esisteva un solo porto dotato di un bacino di carenaggio sufficientemente ampio per ospitare navi da guerra di grosso tonnellaggio, quali la corazzata Tirpitz, per permetterne il ricovero o le riparazioni: il porto di Saint-Nazaire, dove si trovava il grande bacino, costruito negli anni trenta, per ospitare il transatlantico francese Normandie e denominato Normandie Dock.
La Marina britannica, al fine di ridurre le capacità di manovra della Kriegsmarine nell'Oceano Atlantico, pianificò un'operazione per danneggiarlo gravemente: al cacciatorpediniere inglese, l'HMS Campbeltown, ribattezzato, dopo essere stato varato dalla marina degli Stati Uniti con il nome di USS Buchanan e ceduto all'Inghilterra nel 1940, fu affidata una missione senza ritorno, con lo scopo di lanciarsi contro la chiusa del bacino incagliandosi e poi esplodere dopo un tempo programmato, in modo da rendere inservibile il bacino.

## L'attacco
La flottiglia inglese era composta da 3 cacciatorpediniere, l'HMS Campbeltown, camuffato come un cacciatorpediniere tedesco della classe Möwe (a questo scopo vennero eliminati o modificati i fumaioli) e comandato dal capitano di fregata Robert Ryder, più l'HMS Atherstone e l'HMS Tynedale, 1 cannoniera e 16 motolance, sulle quali erano imbarcate squadre di commando, con il duplice incarico di neutralizzare le difese del porto e di reimbarcare l'equipaggio ad azione avvenuta. Tale flottiglia giunse la sera del 27 marzo a circa 40 miglia da Saint-Nazaire e, allo scopo di sfruttare al massimo il fattore sorpresa, le navi issarono la bandiera tedesca; intorno alla mezzanotte il porto subì un bombardamento aereo allo scopo di creare confusione ma ottenne anche l'effetto di mettere in allarme i tedeschi e, mentre i due cacciatorpediniere di scorta invertivano la rotta, la flottiglia faceva il suo ingresso nell'estuario della Loira.

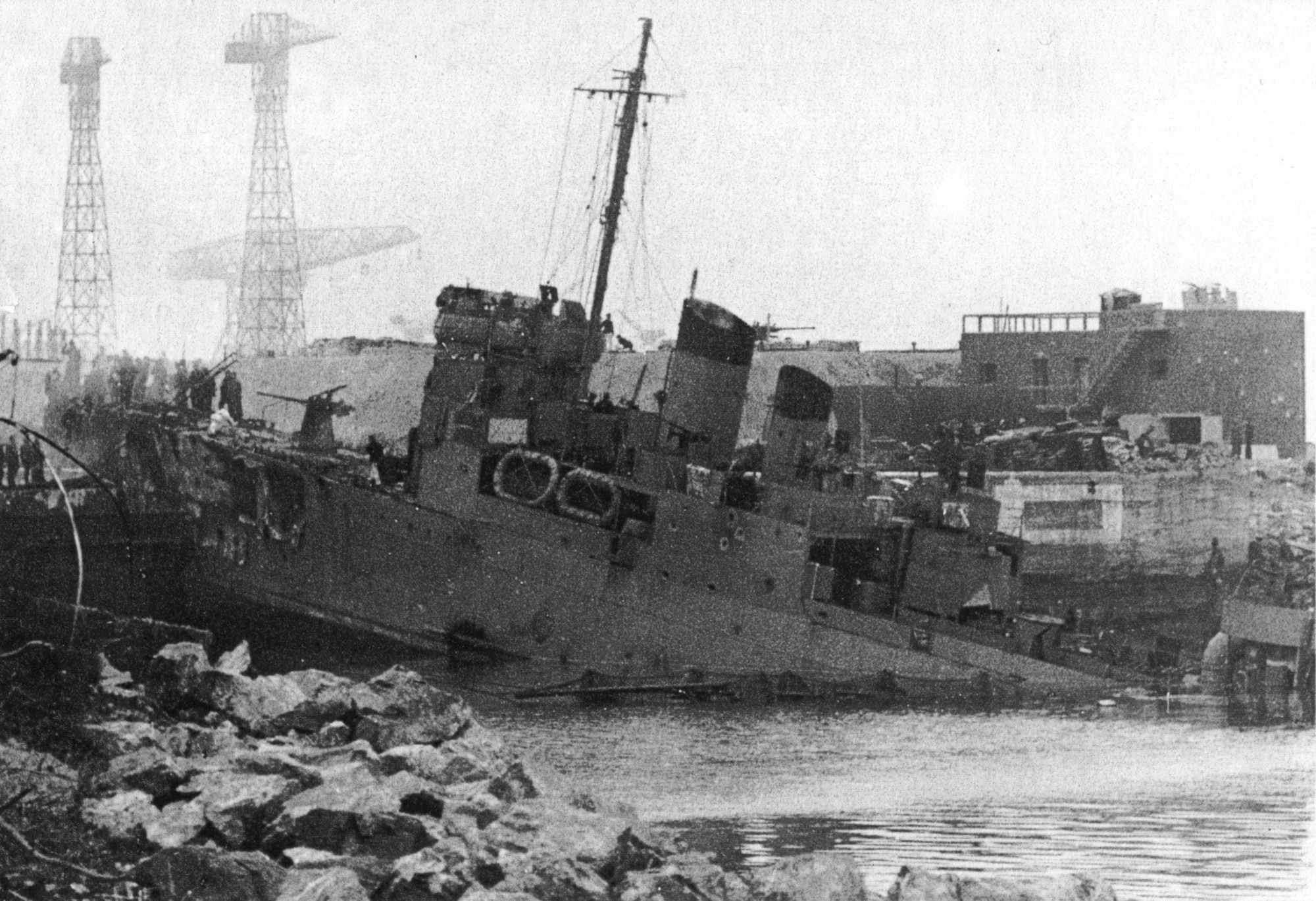
Il cacciatorpediniere inglese HMS Campbeltown dopo l'impatto con la chiusa del bacino di carenaggio del porto francese di Saint-Nazaire

Alle ore 01.22 i riflettori tedeschi illuminarono le navi in avvicinamento e fu ordinato loro di fermarsi ma il segnalatore della motolancia di testa, vestito da sottufficiale tedesco, rispose chiedendo l'ingresso nel porto a causa di danni subiti nel bombardamento, e, una volta superate le batterie del molo del porto, fu lanciato un razzo rosso, ammainata la bandiera tedesca e issata quella inglese; il lancio del razzo provocò l'allarme della base e, alle ore 01.27, i tedeschi aprirono il fuoco colpendo il Campbeltown a prua e provocando le prime vittime.
La nave, imbottita di esplosivo con vari timer annegati dentro cassoni di cemento per renderne impossibile la disattivazione, riuscì a lanciarsi contro il bacino e, alle ore 01.34, avvenne l'impatto: il cacciatorpediniere s'incagliò contro la chiusa e i primi commando scesero per tentare di demolire altre installazioni del porto, depositi di carburante e ricoveri per sommergibili, ma le motolance furono fatte bersaglio del fuoco proveniente da terra e iniziarono ad affondare e un cacciatorpediniere tedesco, che stava rientrando in quel momento alla base, mandò a picco la cannoniera. Lo scontro a fuoco si protrasse fino a mezzogiorno e i danni alle installazioni furono minimi ma in quel momento esplosero le cinque tonnellate di esplosivo contenute nel cacciatorpediniere, provocando la devastazione del bacino di carenaggio e la morte di oltre 400 soldati tedeschi che si trovavano nelle vicinanze: una grande ondata trascinò la nave ormai sventrata all'interno del Normandie Dock, che restò inutilizzabile per più di un anno e mezzo.

## Epilogo

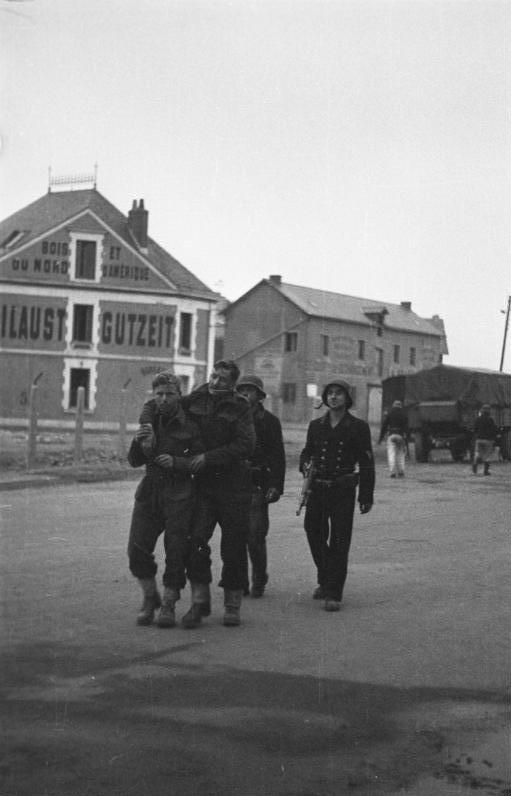
Commando britannici, fatti prigionieri dopo il raid, scortati da soldati tedeschi

Lo scopo dell'azione, ossia rendere inutilizzabile il bacino di carenaggio di Saint Nazaire e la distruzione delle installazioni portuali, non riuscì completamente, i danni alle installazioni furono infatti, vista l'immediata reazione tedesca, quasi nulli, mentre la distruzione del bacino si concretizzò efficacemente, tanto che venne completamente riparato solo nel 1947.
Le vittime per gli inglesi, tra marinai e commando, ammontarono a 994; su 611 uomini della forza d'assalto, 169 morirono, oltre 200 vennero catturati ed altri 222 vennero evacuati dalle imbarcazioni superstiti; le perdite di parte tedesca furono di 440 uomini, morti quasi tutti a seguito dell'esplosione del Campbeltown, e circa 16 operai francesi perirono sotto il fuoco tedesco, aperto a seguito dell'esplosione dei siluri a scoppio ritardato affiorati nel bacino, scambiata per rivolta o per sabotaggio.
| 28th Motor Launch flotilla            | 20th Motor Launch flotilla                | 7th Motor Launch flotilla         |
| ------------------------------------- | ----------------------------------------- | --------------------------------- |
| ML 447 Lieutenant Commander F N Woods | ML 192 Lieutenant Commander Bill Stephens | ML 156 Lieutenant Leslie Fenton   |
| ML 298 Lieutenant Bob Nock            | ML 262 Lieutenant Ted Burt                | ML 160 Lieutenant Ton Boyd        |
| ML 306 Lieutenant Ian Henderson       | ML 267 Lieutenant E H Beart               | ML 177 Sub Lieutenant Mark Rodier |
| ML 307 Lieutenant Norman Wallis       | ML 268 Lieutenant Bill Tillie             | ML 270 Lieutenant C S Irwin       |
| ML 341 Lieutenant Douglas Briault     |                                           |                                   |
| ML 443 Lieutenant T D L Platt         |                                           |                                   |
| ML 446 Lieutenant Dick Falconer       |                                           |                                   |
| ML 457 Lieutenant Tom Collier         |                                           | [ 4 ]                             |

## Cinema
L'operazione Chariot è stata rappresentata in un film inglese del 1952: Il cacciatorpediniere maledetto.